# Like a Boy
"Like a Boy" är en låt av den amerikanska sångerskan Ciara från hennes andra studioalbum, Ciara: The Evolution. Låten släpptes som albumets tredje singel i USA och som albumets andra singel internationellt.

## Topplistor
| Topplista (2007)                             | Högsta position |
| -------------------------------------------- | --------------- |
| Belgien (Ultratip Flandern)                  | 12              |
| Belgien (Ultratip Vallonien)                 | 8               |
| European Hot 100 Singles                     | 26              |
| Finland (Finlands officiella lista)          | 7               |
| Frankrike (SNEP)                             | 20              |
| Irland (IRMA)                                | 11              |
| Nya Zeeland (RIANZ)                          | 29              |
| Schweiz (Media Control AG)                   | 16              |
| Storbritannien (The Official Charts Company) | 16              |
| Sverige (Sverigetopplistan)                  | 8               |
| Tyskland (Media Control AG)                  | 29              |
| USA Billboard Hot 100                        | 19              |
| USA Hot Dance Club Songs (Billboard)         | 23              |
| USA Hot R&B/Hip-Hop Songs (Billboard)        | 6               |
| USA Pop 100 (Billboard)                      | 27              |
| Österrike (Ö3 Austria Top 40)                | 48              |